# 貝爾花園
貝爾花園（英語：Bell Gardens）是美國加州洛杉磯郡的城市之一，根據2000年度人口普查的統計，該城市的人口為44,054人。
貝爾花園也是洛杉磯郡中，五個准許開設賭場的城市之一，但禁止骰子及老虎機類型的賭博。

## 外部網站
- 貝爾花園官網 （页面存档备份，存于）